# Hermann-Stöhr-Haus

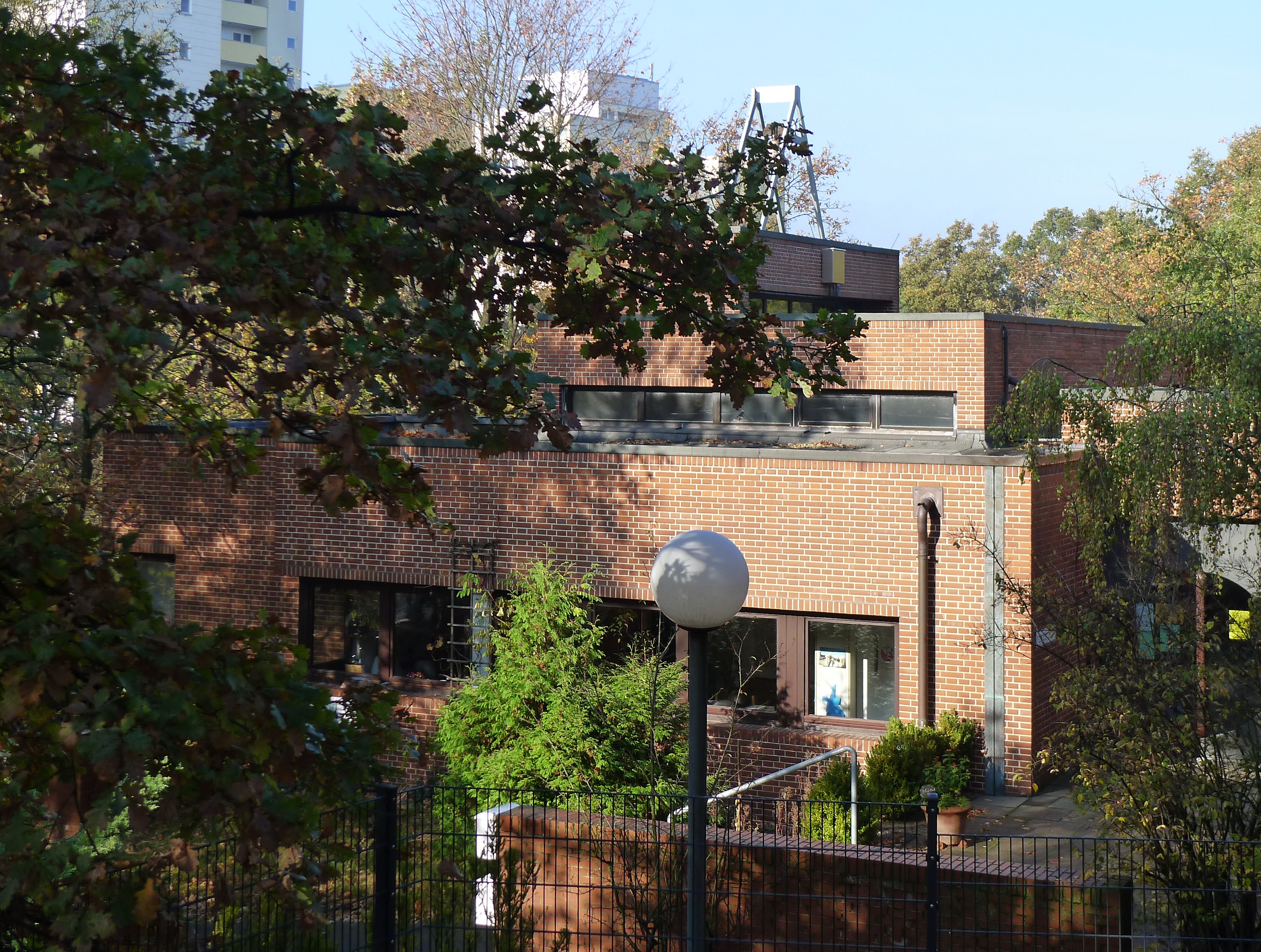
Hermann-Stöhr-Haus

Das Hermann-Stöhr-Haus ist ein evangelisches Gemeindezentrum in der Angerburger Allee 56 im Berliner Ortsteil Westend des Bezirks Charlottenburg-Wilmersdorf.

## Geschichte
Im Jahr 1967 entstand eine große Wohnsiedlung mit über 2000 Wohnungen auf einem Flurstück zwischen Scholzplatz, Glockenturmstraße, Heerstraße und Angerburger Allee, das „Grünes Dreieck“ genannt wird. Zur kirchlichen Versorgung sollte ein Gemeindestützpunkt errichtet werden. Im März 1972 beantragte der Gemeindekirchenrat die Einrichtung einer neuen Gemeinde, die als Evangelische Kirchengemeinde „Grünes Dreieck an der Heerstraße“ am 1. Juli 1973 selbstständig wurde. Ihr Gemeindezentrum wurde nach den Plänen von Reinald Neumann und Peter Lehrecke erbaut und am 14. Dezember 1975 eingeweiht. Die Gemeinde gab 1985 ihrem Gemeindezentrum nach dem evangelischen Pazifisten und Märtyrer Hermann Stöhr den Namen „Hermann-Stöhr-Haus“. 2000 fusionierte sie mit der Friedensgemeinde.

## Beschreibung
Der fünfgeschossige Gebäudekomplex liegt in Hanglage. Der Mauerwerksbau ist mit hellroten Ziegeln verblendet. Die Fassade ist durch einen Wechsel von kubischen und halbrunden Gebäudeteilen gestaltet. Die Fenster sind bandartig angeordnet. Im Sockelgeschoss liegen die Jugendräume, eine Hausmeisterwohnung und Räume für die Kinderarbeit. Im hochliegenden Erdgeschoss befinden sich eine kleine, nur durch ein Oberlicht beleuchtete Kapelle, die nicht mehr für Gottesdienste genutzt wird, und ein Gottesdienstraum, ferner Spiel- und Bastelräume.